# 518
| 518                |
| ------------------ |
| Dødsfald - Fødsler |
|                    |

| Gregoriansk kalender | 518 DXVIII              |
| Ab urbe condita      | 1271                    |
| Armensk kalender     | I/T                     |
| Kinesiske kalender   | 3214 – 3215 丁酉 – 戊戌 |
| Etiopisk kalender    | 510 – 511               |
| Jødisk kalender      | 4278 – 4279             |
| Hindukalendere       |                         |
| - Vikram Samvat      | 573 – 574               |
| - Shaka Samvat       | 440 – 441               |
| - Kali Yuga          | 3619 – 3620             |
| Iransk kalender      | 104 BP – 103 BP         |
| Islamisk kalender    | 107 BH – 106 BH         |

Se også 518 (tal)